# Saarilampi (sjö i Finland, Mellersta Finland)
Saarilampi är en sjö i Finland. Den ligger i kommunen Karstula i landskapet Mellersta Finland, i den centrala delen av landet, 300 km norr om huvudstaden Helsingfors. Saarilampi ligger 194 meter över havet. I omgivningarna runt Saarilampi växer i huvudsak blandskog. Den är 2,2 meter djup. Arean är 9,5 hektar och strandlinjen är 2,21 kilometer lång. Sjön  ingår i Kymmene älvs huvudavrinningsområde. 